# Makkarasaari (ö i Lappland, Tunturi-Lappi)
Makkarasaari är en ö i Finland. Den ligger i sjön Liepimäjärvi och i kommunen Muonio i den ekonomiska regionen  Fjäll-Lappland  och landskapet Lappland, i den norra delen av landet, 900 km norr om huvudstaden Helsingfors. Öns area är 1,2 hektar och dess största längd är 200 meter i öst-västlig riktning.